# 馬南扎里
馬南扎里是馬達加斯加的城鎮，由法土法韋-非圖韋那尼區負責管轄，位於該國東南部印度洋沿岸，海拔高度10米，主要農產品有香草和咖啡，2010年人口29,600。